# Fulger (batalion)
Batalionul cu destinație specială „Fulger” este o unitate militară din cadrul Forțelor Terestre ale Armatei Naționale a Republicii Moldova, dislocată la Chișinău. Batalionul a depus jurământul de credință Republicii Moldova la 1 noiembrie 1992. Până în prezent, militarii din unitate au participat la misiuni speciale în Irak și au fost observatori sub egida ONU în Liberia, Sudan și Coasta de Fildeș.
Militarii unității sînt instruiți în domeniul tacticilor speciale, topografiei militare, pregătirii fizice, proceselor de planificare. Totodată, participanții învață tehnici avansate de trageri, fiind instruiți și brevetați în calitate de parașutiști militari. Programul cursului include și executarea unui șir de exerciții complexe, specifice misiunilor forțelor speciale, cum ar fi pregătirea alpină, forțarea cursurilor de apă, supraviețuirea în condiții severe și pregătirea medico-militară.